# Rakke (plaats)
Rakke (oude Duitse naam: Rakkehof) is een groter dorp of ‘vlek’ (Estisch: alevik) in de Estlandse gemeente Väike-Maarja, provincie Lääne-Virumaa. De plaats telt 867 inwoners (2021). Tot in 2017 was Rakke de hoofdplaats van de gemeente Rakke (Estisch: Rakke vald). In dat jaar ging die gemeente op in de gemeente Väike-Maarja.

## Geschiedenis
In 1564 werd de plaats Rakke voor het eerst genoemd, maar ze werd pas belangrijk na de aanleg van de spoorlijn Tapa - Tartu in 1876. Rakke kreeg meteen een station aan die lijn, dat de plaats aantrekkelijk maakte als woonplaats.
In 1910 bouwde Karl Kaddak in Rakke een kalkoven, die jarenlang voor veel werkgelegenheid zorgde. De 65 meter hoge schoorsteen van Kaddaks fabriekscomplex is nog intact en is een monument. De rest van de fabriek is een ruïne, maar Rakke heeft nog steeds een bedrijf dat kalksteen verwerkt, Nordkalk.
De schrijver Oskar Luts verbleef vaak in Rakke. In 1972 werd een gedenksteen voor hem opgericht.

## Foto's

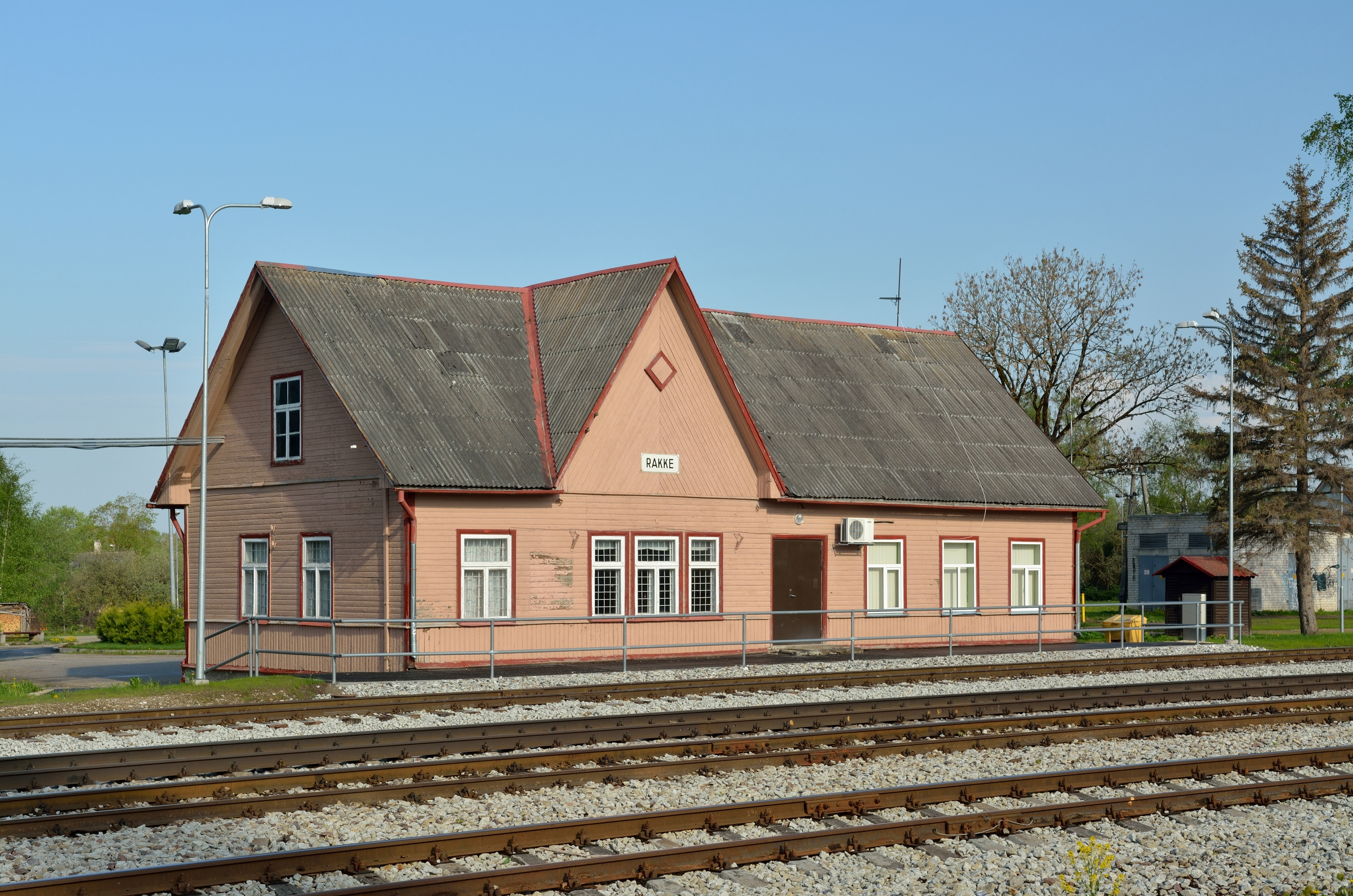
Het station van Rakke
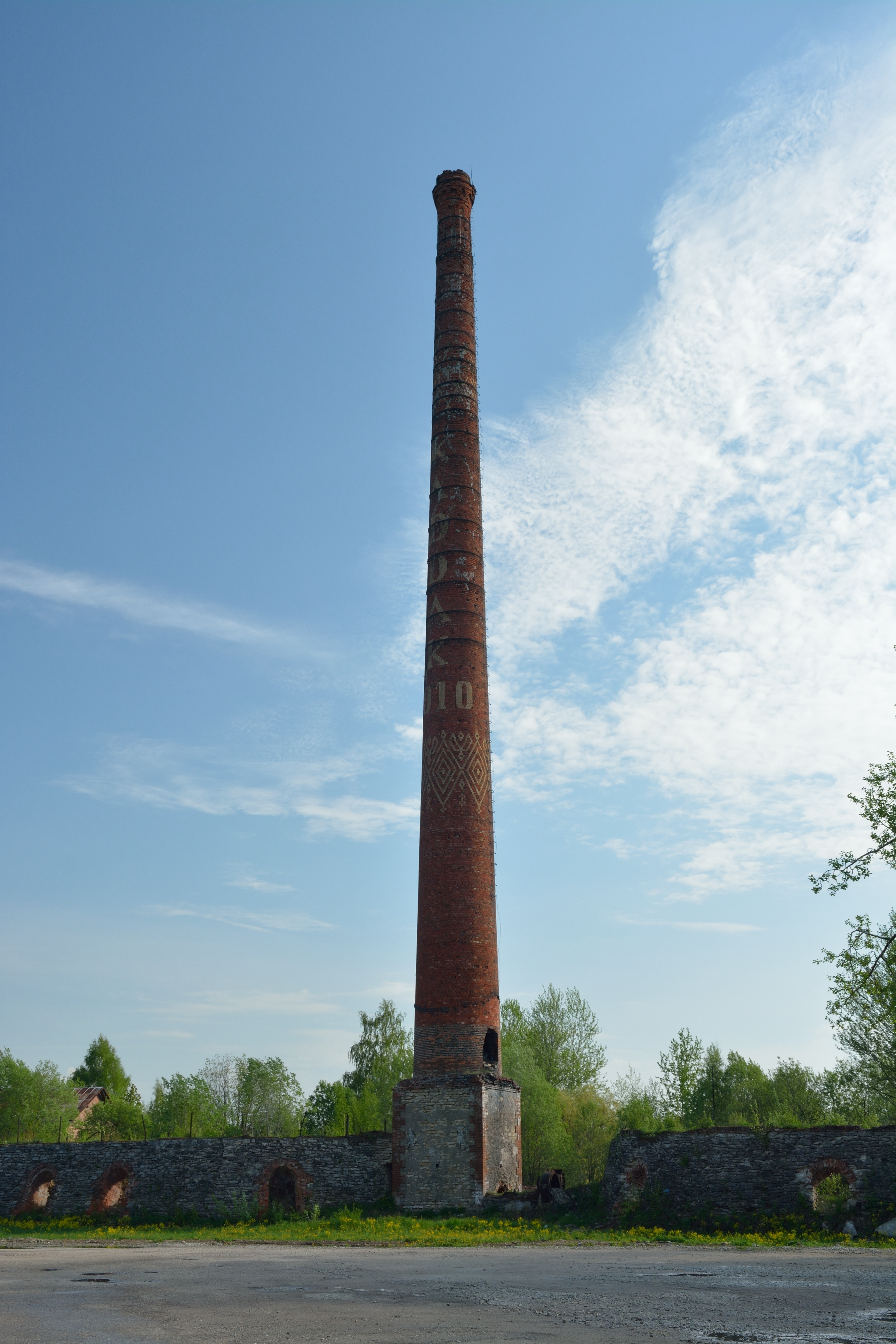
De schoorsteen van de vroegere kalkfabriek